# Kharan

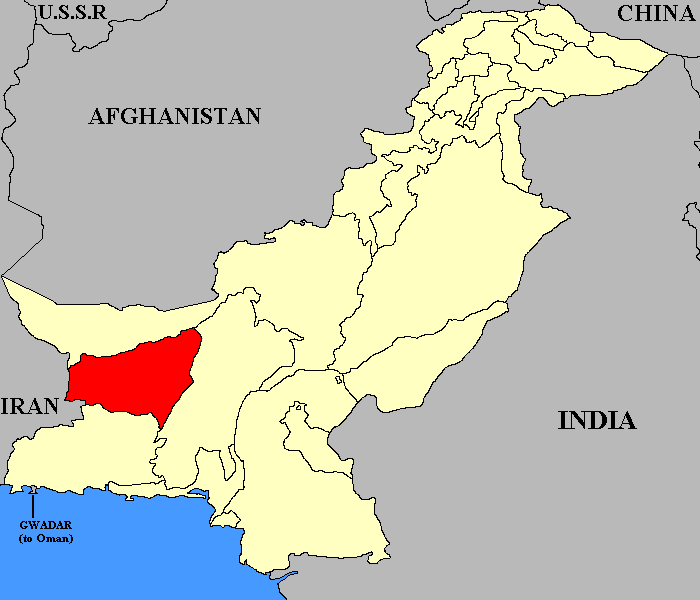
Mapa de Kharan

Kharan fou un estat tributari protegit del Balutxistan, nominal feudatari del kanat de Kalat i de fet independent, situació aquesta darrera que fou confirmada el 1940. Kharan va accedir al Pakistan el 17 de març de 1948 i el 3 d'octubre de 1952 va passar a formar part de la Unió d'Estats del Balutxistan. El 14 d'octubre de 1955 els pakistanesos van annexionar l'estat i va formar part de la província del Pakistan Occidental. Restablert el sistema províncial el 1970 va formar el districte de Kharan dins la província de Balutxistan. Hi ha diverses tombes atribuïdes als maliks kayànides, els millors conservats a Gwachig a Dehgwar. Inscripcions cúfiques s'han trobat a Jalwar i Kallag.

## Geografia
La superfície era de 36.804 km² Era una plana irregular amb altures fins prop dels 800 metres a l'oest i fins a 500 metres a l'est. Tenia al nord les muntanyes Ras Koh, al sud la serralada Siahan, a l'est les muntanyes Garr (de Jhalawan) i a l'oest la frontera amb Pèrsia o Iran. Encara que sovint es creu que és un territori desèrtic, una bona part està cultivat, especialment prop dels rius Baddo i Mashkel; altres rius a considerar són el Garruk o Sarap i el Korakan.
La població era d'unes 19.000 persones vers 1900, però en aquesta època es pensa qu hi va haver una emigració d'uns cinc mil nòmades. Només hi havia 20 viles permanents i la principal vila era Shahr-i-Karez també anomenada Kharan Kalat, amb 1500 habitants. La llengua habitual era el balutxi, però a la part oriental es parlava tanmbé el brahui. El poble s'anomenava a si mateix kakhshani però això només es podia aplicar al grup majoritari; hi havia altres grups minoritaris els principals dels quals els musulmans hasnis, els kambranis, els gurgnaris, els chhanals, i els loris. La classe o clan dominant dels Nausherwanis, la formaven 9 famílies. Quant a la religió, la major part dels habitants eren musulmans sunnites.
Administrativament el país estava dividit en sis niabats governats cadascun per un naib: 
- Kharan (amb Sarawan)
- Gwash
- Shimshan (amb Salambek)
- Hurmagai (amb Jalwar)
- Mashkel
- Washuk (amb Palantak)

Tenia a més dos enclavaments a Makran: Raghai i Rakhshan; i enclavaments menors a Jhalawan (Panjgur, Mashkai, i altres).
L'economia del sobirà estava basada en el subsidi britànic i la seva participació en la collita de gra, les taxes sobre les cases, terres i ramats, les multes, la propietat no reclamada i els drets de trànsit.

## Bandera

Bandera

Rectangular dividida en tres franges horitzontals, blau clar al damunt, vermell al centre i verd a la part inferior; prop del vol de la franja blava, mitja lluna i estrella blanques.

## Exèrcit
L'ordre era mantingut per una força de 450 homes armats amb espases i mosquets; d'aquests homes uns 170 formen la guarnició de Dehgwar, que controla les incursions dels damanis de l'altre costat de la frontera persa, i 69 estaven estacionats als enclavaments de Raghai i Rakhshan. Tots els guerrers tribals podien ser cridats per a serveis militars i els que vivien prop de Shahr-i-Karez havien de tenir preparats per qualsevol emergència aigua, un parell de sandàlies i una bossa amb 8 lliures de farina. L'estat disposava de tres canons i un morter.

## Història
Abans del final del segle XVII la història del país és desconeguda. Llavors Ibrahim Khan, cap Nausherwani de Kharan, servia a la dinastia Ghilzai de Kandahar, però el país sembla que formava part de la província persa de Kirman. Els Nausherwani deien ser descendents dels maliks kayànides; eren una raça aventurera i forta que aprofitaven la protecció del seu país en part desèrtic per organitzar expedicions contra els seus veïns, però declaraven una submissió força nominal primer a Pèrsia, després a Kalat i més tard a l'Afganistan. El cap més famós fou Purdil Khan, contra el que Nadir Shah va enviar una expedició el 1734. Hi ha proves que en temps de Nadir Shah, Kharan estava encara inclosa dins la província de Kirman; però Husayn Nasir Khan I de Kalat (1749-1794) l'hauria conquerit pel seu kanat segurament aprofitant l'anarquia que va seguir la mort de Nadir el 1747. El territori va seguir sota sobirania feudal de Kalat. El 1810 el país fou visitat per l'europeu Pottinger; a la meitat del segle XIX les lluites entre Khudadad Khan de Kalat (1857-1863 i 1864-1893) i Azad Khan de Kharan, va fer que aquest darrer s'acostés a l'Afganistan del que es va declarar vassall. L'extrem occidental del país fou visitat per Mac Gregor el 1877.
El 1884 Sir Robert Sandeman va visitar Kharan i va poder arranjar una reconciliació entre Azad Khan i Khudadad Khan. Així Kharan va quedar dependent de Kalat i sota influència britànica, rebent el sobirà un subsidi de 6.000 rupies a l'any. El mir de Kharan va passar a seure a la cort de Kalat junt amb Sarawan (aquesta entitat sota un cap local brahui), però posteriorment va augmentar la seva independència quedant sota control de l'agent polític britànic a Kalat.

## Llista de mirs (des de 1921 sardars)
- Dinar II
- Shahdad I
- Rahmat
- Purdil 1711 - 1747
- Abbas Khan II 1747
- Shahdad II 1747 - 1759
- Desconeguts 1759 - 1796
- Jahangir 1796 - 1810?
- Abbas Khan III 1810 ? - 1833
- Azad Khan 1833 - 1885
- Nowruz Khan 1885 - 1909
- Mohammad Yakub Khan 1909 - 1911
- Habibullah Khan 1911 - 1955